# Farès Bousdira
Farès Bousdira, né le 20 septembre 1953 à Taher (Algérie), est un footballeur professionnel français évoluant au poste de milieu de terrain. Il se reconvertit ensuite en entraîneur à La Réunion, et dirige notamment l'US Stade Tamponnaise et l'US Sainte-Marienne.

## Biographie
Fares Bousdira, devient le premier algérien à jouer pour l'équipe de France après l'Indépendance de l'Algérie en 1962. Joueur du RC Lens, il dispute sa première, et seule sélection, 
le 24 avril 1976 au stade Bollaert en remplaçant en deuxième mi-temps Jean-Marc Guillou.
En 2022, le magazine So Foot le classe dans le top 1000 des meilleurs joueurs du championnat de France, à la 706e place.
Fares BOUSDIRA est le premier joueur d'origine maghrébine à jouer en équipe de France de football, il ouvre la porte à des joueurs comme Zinédine Zidane par la suite. 

## Carrière

### Joueur
- 1965-1970 : AS Beaurains
- 1970-1971 : ASPTT Arras
- 1971-1978 : RC Lens
- 1978-1980 : OGC Nice
- 1980-1981 : SCO Angers
- 1982-1985 : Stade rennais
- 1985-1986 : AS Béziers
- 1986-1987 : FC Montceau Bourgogne
- 1987-1988 : FC Bourges
- 1988-1992 : CS Saint-Denis

### Entraîneur
- SS Dynamo
- US Sainte-Marienne
- FC Avirons
- Saint-Denis FC
- Saint-Pierroise
- US Stade Tamponnaise
- US Possession
- FC Bourges (Adjoint)
- AS Excelsior
- SS Juniors Dyonisiens (Saint-Denis)

## Statistiques de joueur
- 4 matchs et 0 but en Coupe des coupes
- 6 matchs et 4 buts en Coupe de l'UEFA
- 290 matchs et 72 buts en Division 1
- 203 matchs et 63 buts en Division 2
- 1 sélection en équipe de France, le 24 avril 1976, match amical France - Pologne (2-0) à Lens, club où il joue (entrée à la 56e minute).

## Palmarès

### Entraîneur
- Champion de La Réunion (3)
  - 1991, 1992 avec l'US Stade Tamponnaise, 1996 avec le CS Saint-Denis
- Coupe Régionale de France  (3)
  - 1992 avec l'US Stade Tamponnaise, 2007 avec l'US Sainte-Marienne, 2014 avec l'AS Excelsior.

- Coupe de La Réunion (2)
  - 1991 avec l'US Stade Tamponnaise, 2014 avec l'AS Excelsior

## Source
- Marc Barreaud, Dictionnaire des footballeurs étrangers du championnat professionnel français (1932-1997), l'Harmattan, 1997.